# 盖森豪森
盖森豪森是德国巴伐利亚州的一个市镇。总面积62.50平方公里，总人口6471人，其中男性3178人，女性3293人（2011年12月31日），人口密度104人/平方公里。